# Толути, Мехди
Мехди Толути Бандпи (род. 9 апреля 1985, Бабольсер, Мазендеран) — иранский боксёр, представитель лёгкой и первой полусредней весовых категорий. Выступал за национальную сборную Ирана по боксу в конце 2000-х — начале 2010-х годов, победитель турниров национального и международного значения, участник летних Олимпийских игр в Лондоне.

## Биография
Мехди Толути родился 9 апреля 1985 года в городе Бабольсер провинции Мазендеран, Иран.
Впервые заявил о себе в боксе в сезоне 2008 года, выиграв чемпионат Ирана в зачёте лёгкой весовой категории. Попав в состав иранской национальной сборной, выступил на международном турнире Ахмет Джёмерт в Стамбуле, где на стадии четвертьфиналов был остановлен алжирцем Хамзой Краму.
В 2009 году боксировал на Мемориале Бочкаи в Дебрецене, уступив уже на предварительном этапе кубинцу Иделю Торрьенте, выиграл бронзовую медаль на турнире Великий шёлковый путь в Баку.
В 2010 году отметился выступлением на Мемориале Сиднея Джексона в Ташкенте.
На чемпионате мира 2011 года в Баку в первом полусреднем весе одолел двоих оппонентов, в том числе в 1/16 финала взял верх над достаточно сильным представителем Пакистана Амиром Ханом. В третьем бою в 1/8 финала его остановил монгол Уранчимэгийн Монх-Эрдэнэ.
На Азиатском олимпийском квалификационном турнире в Астане сумел дойти до полуфинала, где был побеждён боксёром из Туркменистана Сердаром Худайбердыевым — тем самым прошёл отбор на летние Олимпийские игры 2012 года в Лондоне. На Играх в категории до 64 кг благополучно прошёл первого соперника по турнирной сетке, испанца Хонатана Алонсо, тогда как во втором бою в 1/8 финала со счётом 10:19 потерпел поражение от казаха Данияра Елеусинова.
После лондонской Олимпиады Толути больше не показывал сколько-нибудь значимых результатов в боксе на международной арене.